# Symplocos racemosa
Symplocos racemosa là một loài thực vật có hoa trong họ Dung. Loài này được Roxb. miêu tả khoa học đầu tiên năm 1832.

## Hình ảnh

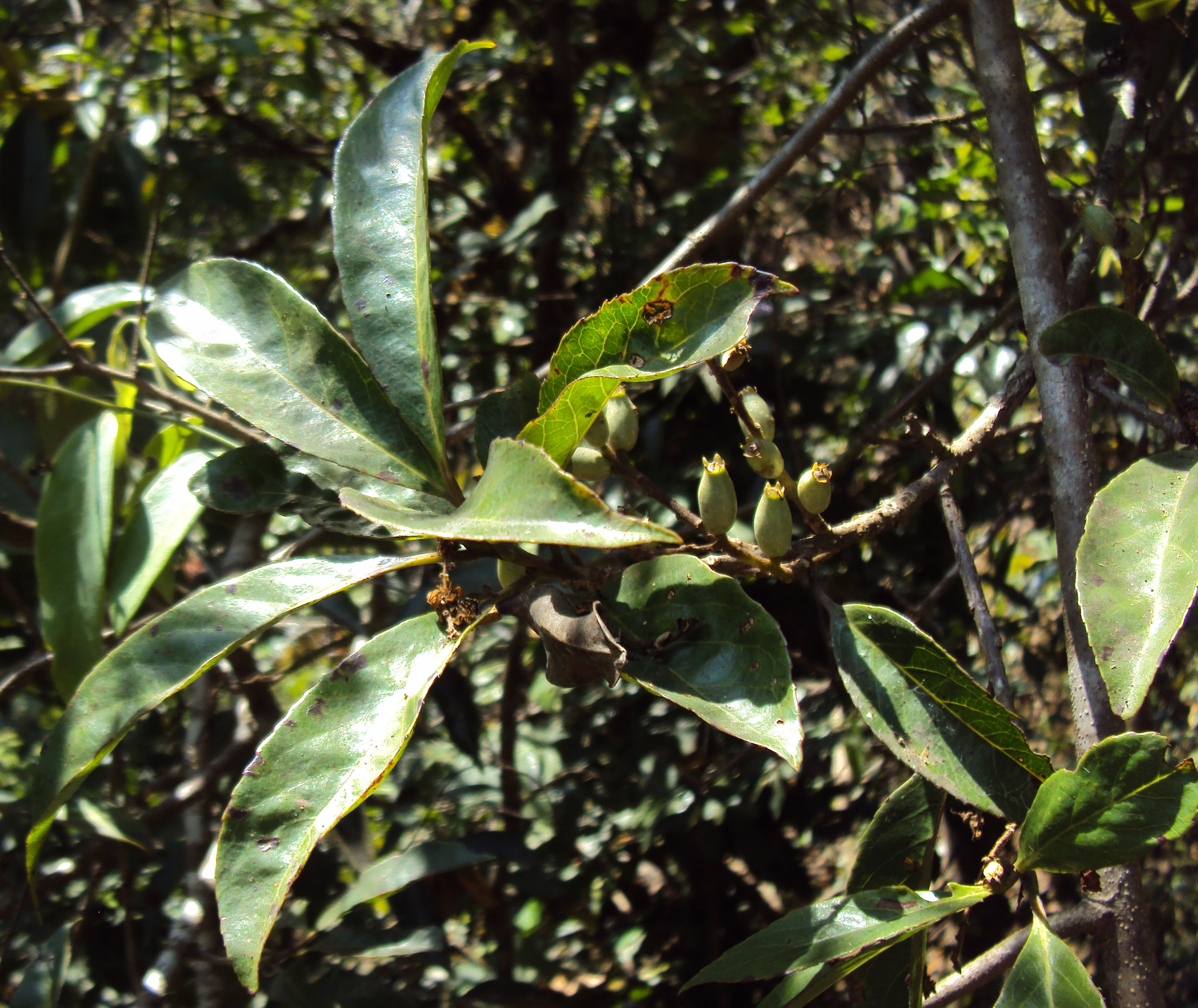
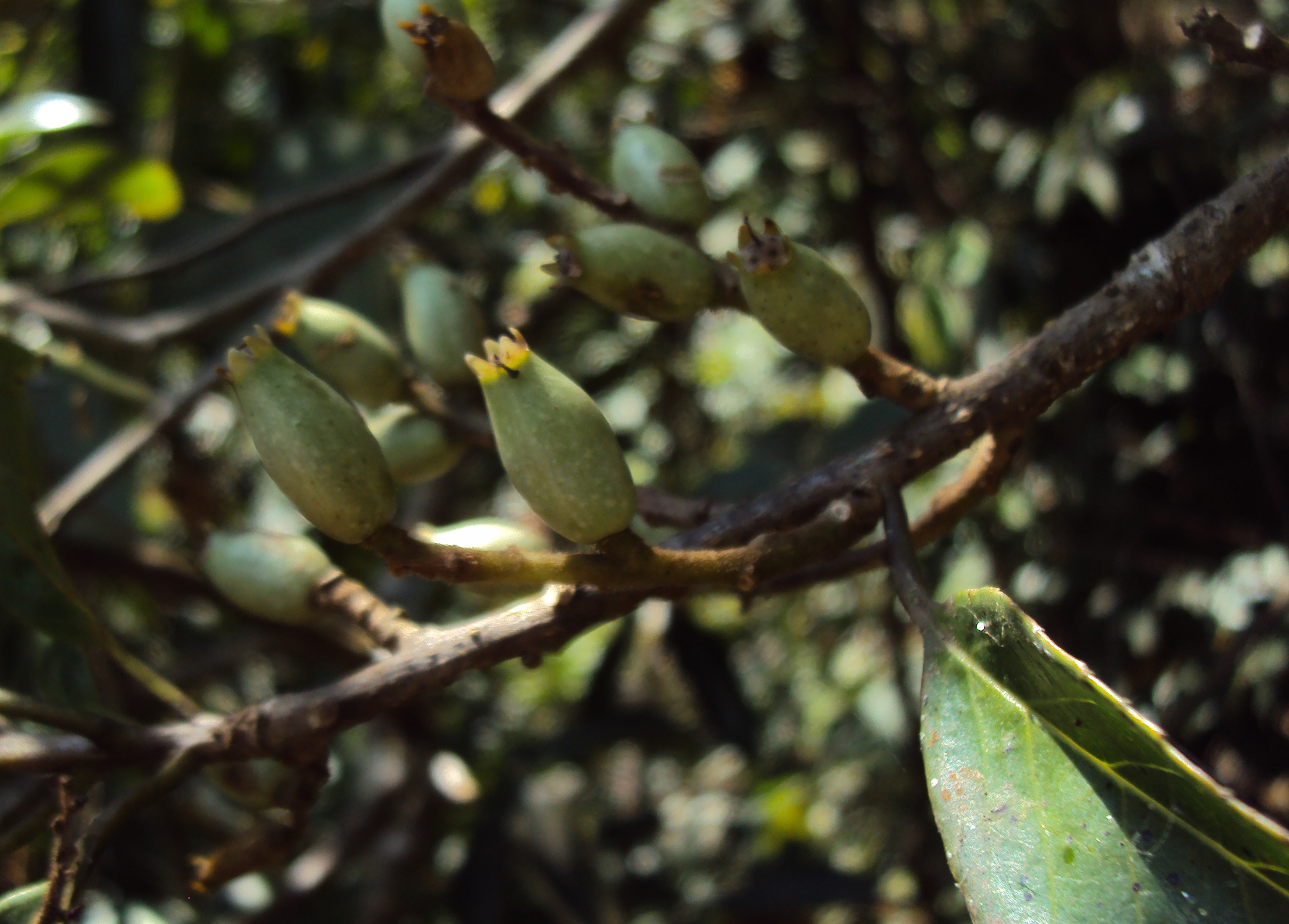
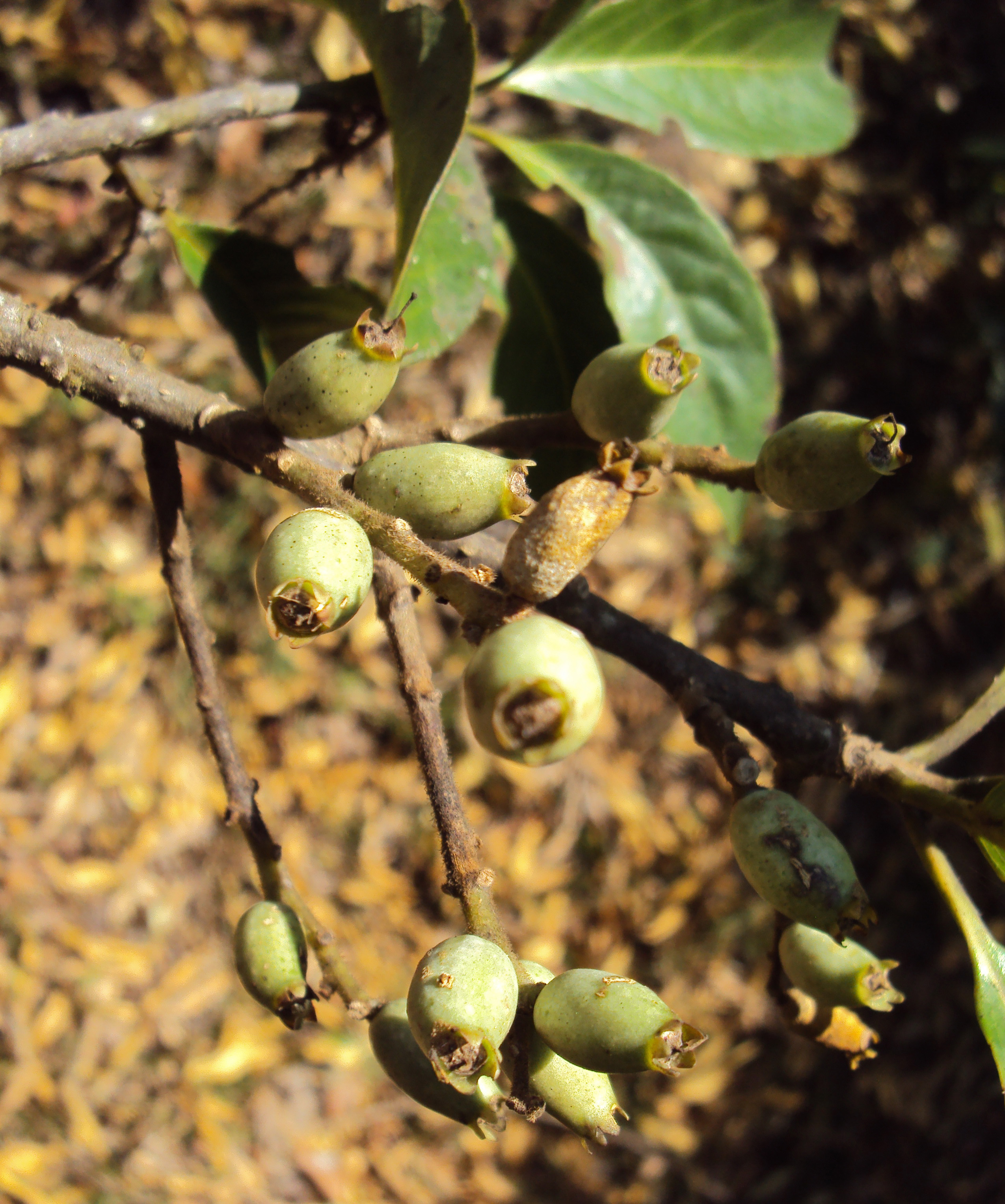
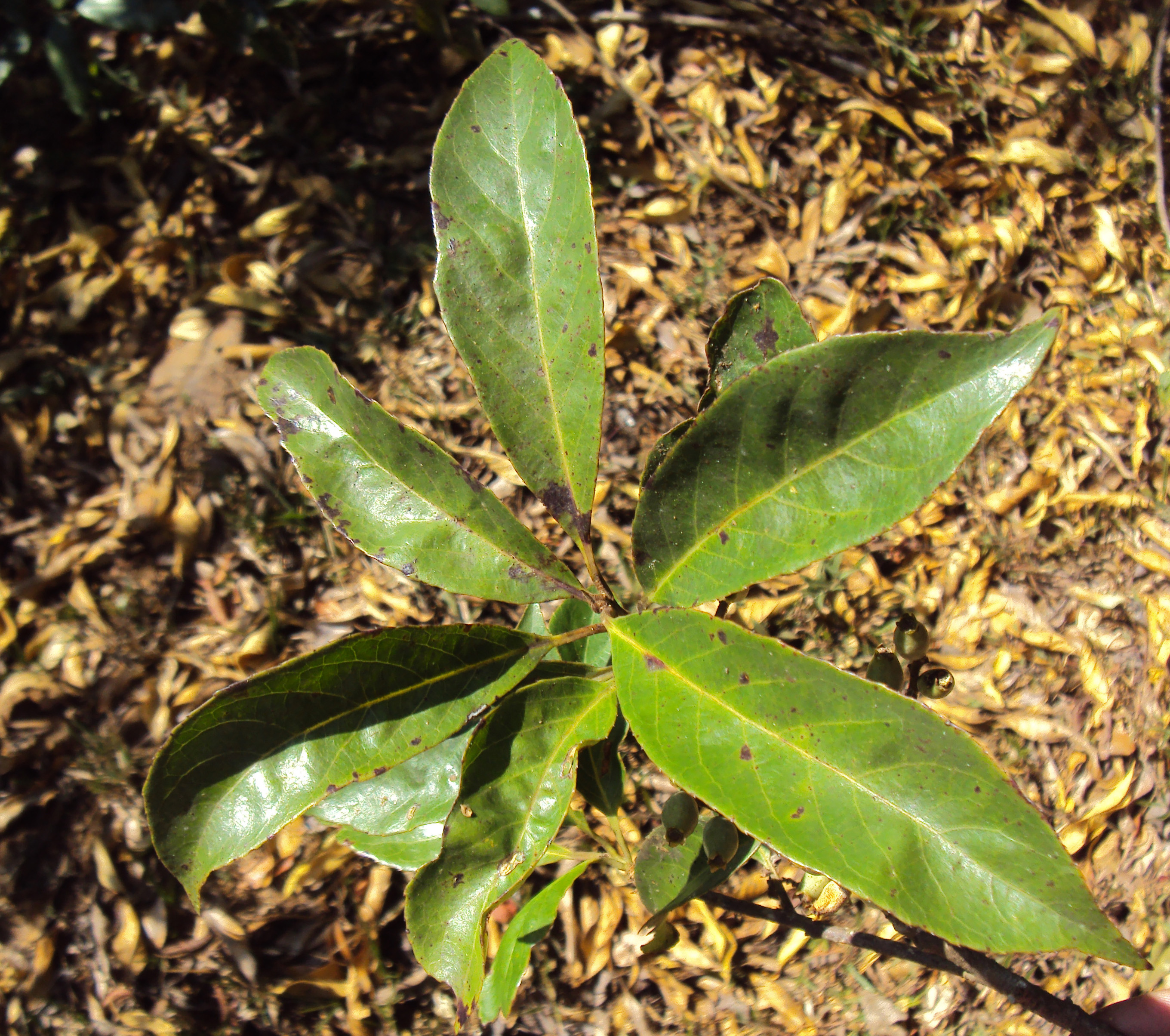